# Ardisia morobeensis
Ardisia morobeensis är en viveväxtart som beskrevs av Herman Otto Sleumer. Ardisia morobeensis ingår i släktet Ardisia och familjen viveväxter. Inga underarter finns listade i Catalogue of Life.